# Anthony Bryer

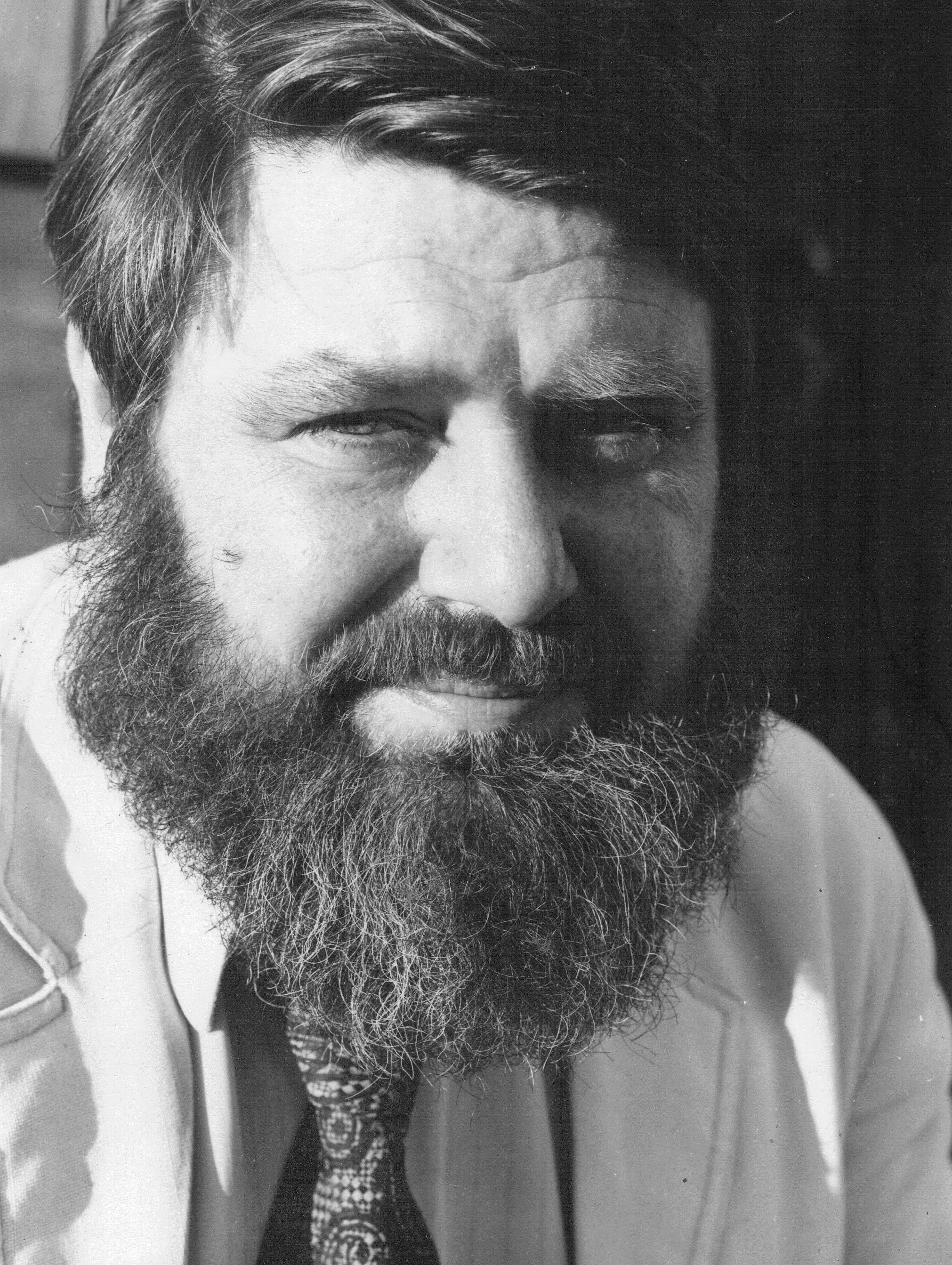
Anthony Bryer

Anthony Bryer (ur. 31 października 1937, zm. 22 października 2016) – brytyjski historyk, bizantynolog.

## Życiorys
Absolwent uniwersytetu w Oxfordzie, uczeń Dimitriego Obolensky'ego. Kierował Center for the Byzantine, Ottoman and Modern Greek Studies na Uniwersytecie w Birmingham. Przewodniczył Biritsh Society for the Promotion of Byzantine Studies afiliowanemu przy Association Internationale des Etudes Byzantines. Zajmował się późnym Bizancjum a zwłaszcza dziejami Cesarstwa Trapezuntu.

## Wybrane publikacje
- Iconoclasm: papers given at the ninth Spring Symposium of Byzantine Studies, University of Birmingham, March 1975, edited by Anthony Bryer and Judith Herrin, Birmingham: Centre for Byzantine Studies, University of Birmingham 1977.
- The Empire of Trebizond and the Pontos, London: Variorum Reprints 1980.
- (współautor: David Winfield) The Byzantine monuments and topography of the Pontos, Washington: Dumbarton Oaks Research Library and Collection 1985.
- Continuity and change in late Byzantine and early Ottoman society : papers given at a symposium at Dumbarton Oaks in May 1982, edited by Anthony Bryer and Heath Lowry, Birmingham - Washington 1986.
- Peoples and settlement in Anatolia and the Caucasus, 800-1900, London: Variorum Reprints 1988.
- Mount Athos and Byzantine monasticism : papers from the Twenty-eighth Spring Symposium of Byzantine Studies, Birmingham, March 1994, edited by Anthony Bryer and Mary Cunningham, Aldershot - Brookfield: Variorum 1996.
- The post-Byzantine monuments of Pontos, Burlington, VT: Ashgate 2002.

## Publikacje w języku polskim
- Świat prawosławnych Rzymian (1393–1492) [w:] Bizancjum 1024-1492, t. 2, red. Jonathan Shepard, przeł. Jolanta Kozłowska, Robert Piotrowski, Warszawa: Wydawnictwo Akademickie Dialog 2015, s. 325-347.